# ترزنی
ترزنی (به فرانسوی: Trézény) یک کمون در فرانسه است که در Canton of Tréguier واقع شده‌است.

## خصوصیات
ترزنی ۳٫۲۵ کیلومترمربع مساحت و ۲۶۱ نفر جمعیت دارد.